# Rizuane Mubarak
Rizuane Mubarak é um jurista, professor universitário, gestor académico e escritor moçambicano. Foi o primeiro moçambicano a obter um doutoramento em Direito Público, em 2019 pela Universidade Católica de Moçambique.
Atualmente exerce o cargo de Reitor da Universidade Alberto Chipande (UNIAC), antiga ISCTAC, e é PCA da Globalvisa Protocolos.

## Obras publicadas
- Paz, conflito e segurança / Rizuane Mubarak ; colab. José Bernardo Rafael. - Maputo : Escolar, cop. 2014 ([Lousã] : Tipografia Lousanense). - 102 p. ; 23 cm. - Bibliografia, p. 101-102. - ISBN 978-989-670-059-1;

- Direito Penal e Criminalística: da teoria universal à realidade nacional - Maputo : Escolar, 2015, ISBN 978-989-670-070-6;

- Uma educação para o século XXI / Rizuane Mubarak, Julio Taimira Chibemo e Manuel Vaz Freixo, - Beira : UNIAC, 2021, ISBN 978-989-332-496-7.